# Kapitular
Ein Kapitular ist nach dem Recht der römisch-katholischen Kirche ein Priester, dem allein oder in Gemeinschaft mit anderen Priestern, dem Kapitel, die Aufgabe anvertraut ist, an einer Kathedralkirche oder einer Kollegiatkirche feierliche Gottesdienste zu halten und alle vom Bischof übertragenen Aufgaben zu erfüllen (can. 503 CIC). Auch an anglikanischen Kathedralen gibt es ein dem Kapitular vergleichbares Amt (Dean).
Auch Einrichtungen evangelischer Konfession hatten Kapitulare. So hatte das Stift Bonifacii in Hameln, das sich in der Reformationszeit dem evangelischen Glauben angeschlossen hatte, nicht nur „Canonici“, sondern auch „Capitulare“. Als das Stift später seine konfessionelle Bindung aufgab, behielten die bisherigen Gremien und Funktionen ihre aus dem Klerikalen stammenden Namen.
Häufig wird ein Domkapitular auch als Domherr und das Kapitel als Domkapitel bezeichnet. Früher war jedoch der Domherr nicht automatisch ein Kapitular; es gab z. B. weltliche Domherren, die erst nach Aufnahme in den Klerikerstand auch in das Domkapitel aufgenommen werden konnten. Das Domkapitel besitzt in Deutschland (außer in den bayerischen Diözesen und in der Diözese Speyer), in der Schweiz sowie einigen weiteren Diözesen (u. a. im Erzbistum Salzburg) unter anderem ein Wahlrecht bei der Neubesetzung des Bischofsstuhls der Diözese, jedenfalls aber ein Wahlrecht für den Diözesanadministrator (früher Kapitelsvikar bzw. Kapitularvikar), der bei Vakanz des Bischofsstuhles die Diözese interimistisch leitet, sofern kein Apostolischer Administrator bestellt ist.
Früher fungierte das Domkapitel als „Senat“ des Bischofs. Dies hat nach dem neuen Kirchenrecht das Konsultorenkollegium, welches aus Mitgliedern des Diözesanpriesterrates gebildet wird, übernommen (can. 502 CIC). § 3 des can. 502 bestimmt, dass die nationalen Bischofskonferenzen beschließen können, dass die Aufgaben des Konsultorenkollegiums durch das Kathedralkapitel wahrgenommen werden können. Dies ist in Deutschland der Fall. Kathedralkapitel sind insbesondere eine Einrichtung in Europa und hier in Gebieten des ehemaligen Heiligen Römischen Reiches. Im Vergleich hierzu gibt es in Amerika keine Domkapitel.
An der Spitze eines Domkapitels stehen die Dignitäten oder Dignitäre. Dies sind ein Dompropst oder ein Domdechant, mancherorts beide zusammen, wobei der letztere Stellvertreter des Propstes ist. Die Anzahl der Kanoniker eines Domkapitels ist unterschiedlich: in Köln gibt es zwölf residierende und vier nichtresidierende Domherren, in Fulda sechs residierende, in Erfurt fünf residierende und drei nichtresidierende.
Darüber hinaus kann der Bischof an Priester oder Bischöfe, auch anderer Bistümer, Ehrentitel verleihen und sie zu Ehrendomherren oder -kapitularen ernennen. Ein Domkapitel an der Bischofskirche eines Metropoliten wird auch Metropolitankapitel genannt.
Die Assistenten oder Vertreter der Domkapitulare nennen sich Domvikare (in Mainz und Fulda auch Dompräbendaten). Diese Priester bilden zusammen mit den Domkapitularen das Domstift oder die Domgeistlichkeit, wozu mancherorts auch noch ein oder mehrere Domdiakone gehören.
Die meisten Konkordate im Gebiet des ehemaligen Heiligen Römischen Reiches regeln, dass der Staat Finanzleistungen zur Besoldung der Domkapitulare als Ersatz für die Säkularisation (Konfiskation) von Kirchengütern zu erbringen habe.
Die Kleidung der Domkapitulare wird durch Partikularrecht, mithin kirchliches Recht, der Bischofskonferenzen oder der Diözesen geregelt. In den meisten Fällen jedoch dürfen Domkapitulare eine violette Soutane mit violetter Mozzetta (häufig mit einer kleinen Kapuze) sowie einem besonderen Halskreuz tragen. So gekleidet, unterscheiden sie sich äußerlich vom Pileolus (Scheitelkäppchen) und Pektorale (bischöfliches Brustkreuz) tragenden Bischof.